# Philipp Lemmer
Philipp Andries Lemmer, né le 30 juin 1983 à Benoni, est un joueur de rugby à XV sud-africain qui évolue au poste de pilier droit (1,83 m pour 111 kg).

## Carrière
- 2005-2006 : Golden Lions
- 2006-2007 : Valke
- 2007-2008 : Blagnac SCR (Pro D2)
- 2008 : Tarbes Pyrénées (Pro D2)
- 2008 : Free State Cheetahs
- 2009-2011 : Leopards

## Carrière en équipe nationale
Afrique du Sud "A" (Emerging Springboks) : 3 sélections

## Palmarès
- Coupe des Nations de l'IRB : vainqueur 2008.